# José Inglés

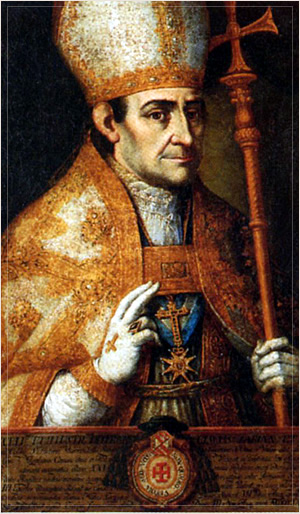
Francisco Fabián y Fuero, arzobispo de Valencia, 1773-1794. Catedral de Valencia.

José Inglés (Valencia, 1718-ibidem, 1789) fue un pintor español, padre del también pintor Vicente Inglés.

## Biografía
Discípulo de Antonio Richarte, fue según Juan Agustín Ceán Bermúdez muy práctico en la pintura al temple de monumentos de Semana Santa y altares efímeros. Fue académico de la de San Carlos.

## Obra
De su obra sobre lienzo citaba Ceán:
- El altar de la Virgen de los Desamparados, en la Iglesia de San Agustín.
- El de Nuestra Señora del Rosario en la iglesia de Campanar
- Los dos lienzos que se encontraban a los lados del altar de la Virgen de la Merced en su convento de Valencia.

Es suyo el retrato del obispo de Valencia Francisco Fabián y Fuero conservado en el episcopologio de la catedral de Valencia.